# Cymru Alliance 2001–02
Cymru Alliance 2001–02 là mùa giải thứ mười hai của Cymru Alliance kể từ khi thành lập năm 1990. Đội vô địch là Welshpool Town.

## Bảng xếp hạng
| XH | Đội                  | Tr | T  | H | T  | BT  | BB | HS  | Đ    | Lên hay xuống hạng                 |
| -- | -------------------- | -- | -- | - | -- | --- | -- | --- | ---- | ---------------------------------- |
| 1  | Welshpool Town (C)   | 34 | 25 | 5 | 4  | 101 | 29 | +72 | 80   | Lên chơi tạiWelsh Premier League   |
| 2  | Llangefni Glantraeth | 34 | 24 | 3 | 7  | 76  | 36 | +40 | 75   |                                    |
| 3  | Cemaes Bay           | 34 | 23 | 4 | 7  | 81  | 45 | +36 | 73   |                                    |
| 4  | CPD Porthmadog       | 34 | 20 | 8 | 6  | 88  | 45 | +43 | 68   |                                    |
| 5  | Buckley Town         | 34 | 21 | 4 | 9  | 72  | 38 | +34 | 67   |                                    |
| 6  | Ruthin Town          | 34 | 17 | 7 | 10 | 78  | 53 | +25 | 58   |                                    |
| 7  | Halkyn United        | 34 | 17 | 7 | 10 | 58  | 43 | +15 | 58   |                                    |
| 8  | Airbus UK            | 34 | 16 | 6 | 12 | 55  | 55 | 0   | 54   |                                    |
| 9  | Holyhead Hotspur     | 34 | 15 | 4 | 15 | 72  | 78 | −6  | 49   |                                    |
| 10 | Llandudno            | 34 | 12 | 3 | 19 | 55  | 80 | −25 | 39   |                                    |
| 11 | Gresford Athletic    | 34 | 10 | 7 | 17 | 47  | 59 | −12 | 37   |                                    |
| 12 | Llanfairpwll         | 34 | 10 | 6 | 18 | 59  | 81 | −22 | 36   |                                    |
| 13 | Flint Town United    | 34 | 8  | 7 | 19 | 40  | 58 | −18 | 31   |                                    |
| 14 | Lex XI               | 34 | 13 | 4 | 17 | 67  | 87 | −20 | 031* |                                    |
| 15 | Guilsfield           | 34 | 8  | 6 | 20 | 49  | 82 | −33 | 30   |                                    |
| 16 | Holywell Town        | 34 | 8  | 5 | 21 | 50  | 85 | −35 | 29   |                                    |
| 17 | Brymbo Broughton     | 34 | 6  | 5 | 23 | 40  | 80 | −40 | 23   | Xuống chơi tạiWNL Premier Division |
| 18 | Denbigh Town         | 34 | 5  | 5 | 24 | 29  | 83 | −54 | 017* | Xuống chơi tạiWNL Premier Division |

Nguồn: Cymru Alliance
Quy tắc xếp hạng: 1. Điểm; 2. Hiệu số bàn thắng; 3. Số bàn thắng.
*Lex XI bị trừ 12 điểm
*Denbigh Town bị trừ 3 điểm
(VĐ) = Vô địch; (XH) = Xuống hạng; (LH) = Lên hạng; (O) = Thắng trận Play-off; (A) = Lọt vào vòng sau. 
Chỉ được áp dụng khi mùa giải chưa kết thúc: 
(Q) = Lọt vào vòng đấu cụ thể của giải đấu đã nêu; (TQ) = Giành vé dự giải đấu, nhưng chưa tới vòng đấu đã nêu.